# ゲール語連盟

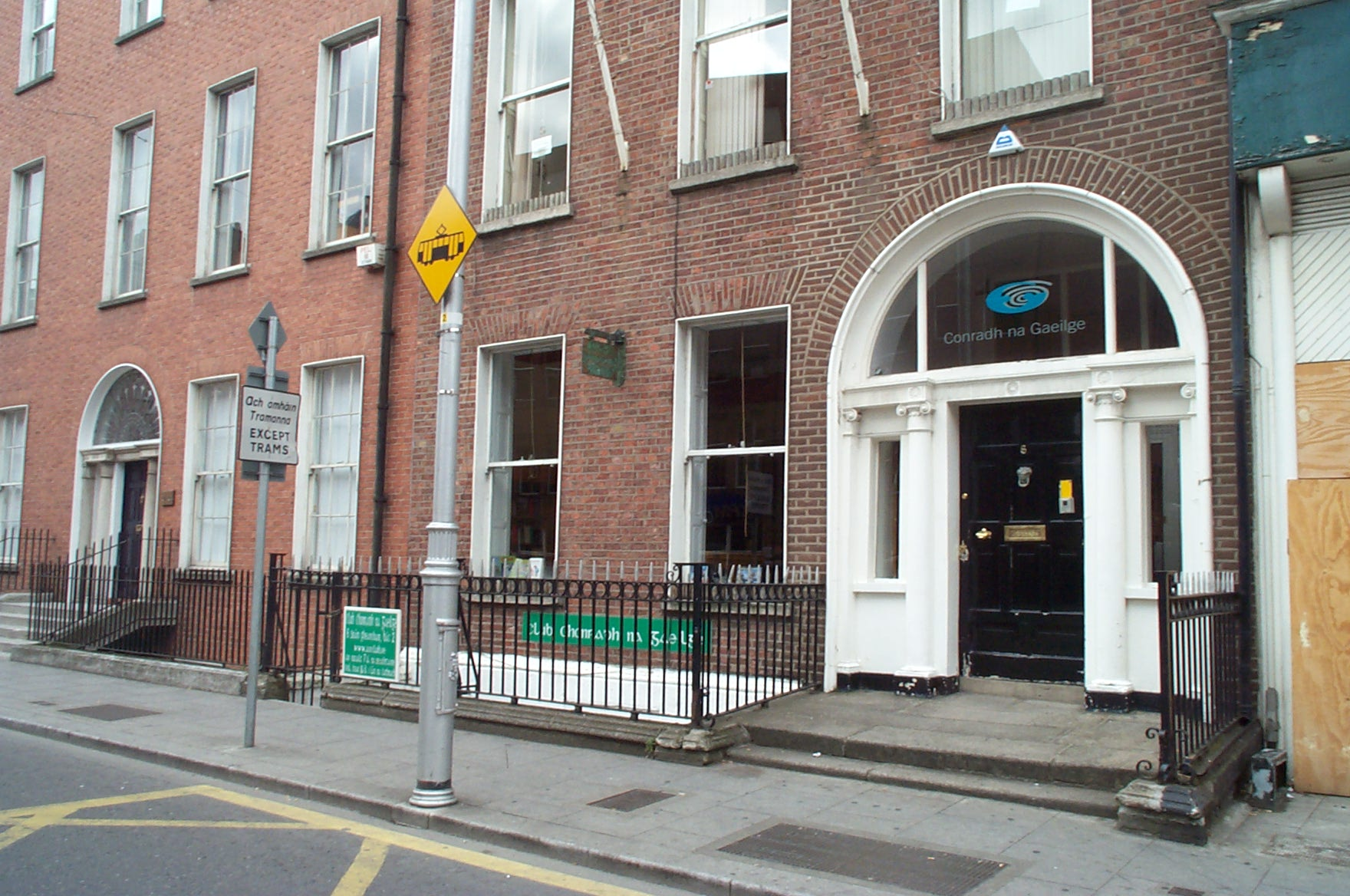
ダブリンのゲール語連盟

ゲール語連盟（英語: The Gaelic League, アイルランド語: Conradh na Gaeilge）は、18世紀末から19世紀にかけてアイルランド語とゲール文化の復興を掲げてアイルランドで活動した団体。1893年7月31日にロスコモン県出身のプロテスタントであるダグラス・ハイドらによってダブリンで設立された。他の創設メンバーにはEugene O'Growney、Eoin MacNeill、Luke K. Walshなどがいる。Gaelic Unionが発展解消して結成されたゲール語連盟はゲール語復興運動の中心となり、イースター蜂起などのアイルランド独立運動にも大きな影響を与えた。後に独立アイルランド首相、大統領となったエイモン・デ・ヴァレラも1908年に参加した。連盟の機関誌は『光の剣』（An Claidheamh Soluis）で、編集者にはパトリック・ピアースらがいる。